# Маркс (город)
Маркс, до 1915 года Екатериненштадт (нем. Katharinenstadt), также Баронск, в 1915—1920 годах Екатериноград, в 1920—1942 годах Марксшта́дт (нем. Marxstadt) — город (с 1918 года) в России, расположенный на левом берегу Волги, в 60 км к северо-востоку от Саратова, административный центр Марксовского муниципального района Саратовской области. Образует одноимённое муниципальное образование город Маркс со статусом городского поселения как единственный населённый пункт в его составе.

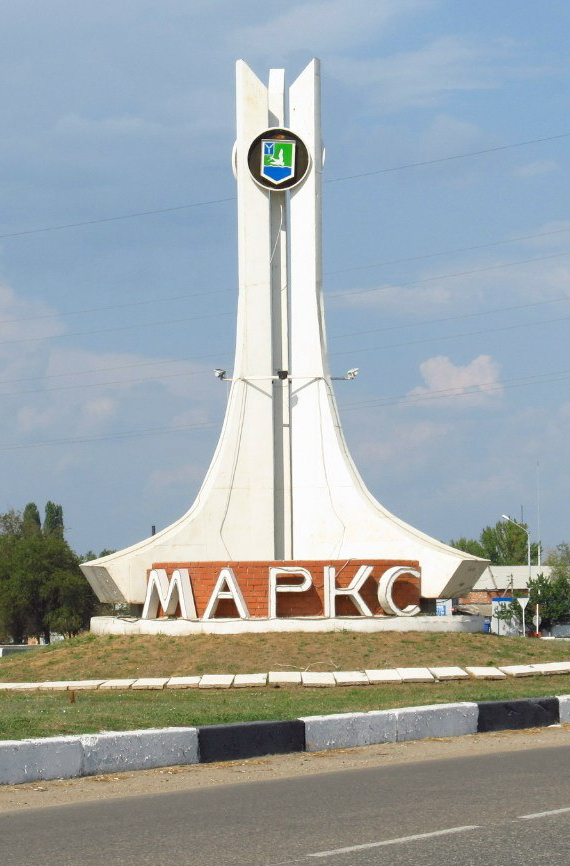
город Маркс

Население — 28 749 чел. (2021).

## История

### В Российской империи
Основан 27 августа 1765 года немецкими свободными колонистами, приглашёнными бароном Фредериком Борегардом де Кано, выходцем из Брабанта (территория современной Бельгии). Существует несколько версий, согласно которым город был основан в период с 1764 по 1767 годы.
В одном из указов Екатерины II, датированном 1765 годом, о межевании земель для колонистов будущего Екатериненштадта говорится: «Выбрать из празднолежащих земель удобное к поселению место, мерою не менее определённых участков по нынешней пропорции как на 90 семей… купить лесу на построение селения…» С 1764 по 1772 год на Волге было основано 105 колоний, в том числе на Луговой стороне — 60 колоний. Численность колонистов составляла 6174 семьи, или 23 404 человека.
Самая крупная немецкая колония Саратовского Заволжья была названа в честь российской императрицы Екатерины II — Екатериненштадт (местные жители — немецкие колонисты — называли своё поселение Katharinenstadt). Основателем колонии стал военный инженер Иван Райс, под руководством которого велось составление подробных карт местности, строительство поселения, а также выдавалось необходимое на первое время имущество и земля: каждая семья получала 30 десятин земли, в том числе 15 десятин пахотной, 5 — леса, 5 — выгонов и 5 десятин под строения. Так же семьям выдавалось по одной, а некоторым по две лошади, корову, инвентарь и «подъёмные» деньги.
Суровый климат, неурожаи — всё это не давало спокойно жить переселенцам, к тому же из за частых набегов кочевников Екатериненштадт пришлось обносить валом, строить вышки для наблюдения. Кочевники могли забирать скот, имущество, бывали случаи угона в плен мужчин и подростков, чтобы потом продавать их в Китае и Турции. Староста Екатериненшадта однажды обращался к императрице с просьбой отложить взимание долгов в связи с тем, что основная масса мужчин угнана в Китай. За каждого из угнанных мужчин с колонии требовали по 150 рублей, и Екатерина II выделила нужную сумму для их выкупа.
Со временем жители освоились на новой земле, занимались животноводством, выращиванием сельскохозяйственных культур. Была открыта хлебная биржа, развивалась торговля с местными селениями, расположенными между Саратовом и Самарой. Ярмарка действовала два раза в неделю — в пятницу и воскресенье. В Екатериненштадте появились две, а затем и три мельницы, была открыта фабрика по выделке кож, занимались выращиванием аниса (баронский анис славился на всю округу). Важную роль играла местная пристань, на которой сгружали сплавляемый из Верхнего Поволжья лес, а также отправляли в Петербург и за границу хлеб, подвозимый гужевым способом из сёл Николаевского и Новоузенского уездов. Зерно свозили в амбары, расположенные вдоль берега, вмещавшие до пяти миллионов пудов, в которых оно хранилось и шло на продажу. Большею частью это была пшеница высоких хлебопекарных качеств. Кроме того, заметное место в торговле занимал американский сигарный табак. Екатериненштадтский округ был центром выращивания табака на Волге, считался на втором месте по его производству в России. В 1790-е годы в Екатериненштадте действовала табачная фабрика. Табак, выращенный колонистами Екатериненштадта, поступал на российский и зарубежный рынки.
Административно являлась центром Екатериненштадтской волости Николаевского уезда Самарской губернии.
В 1832 году в Екатериненштадте открылось русское Центральное училище, которое было первым подобным учебным заведением в немецких колониях Поволжья.

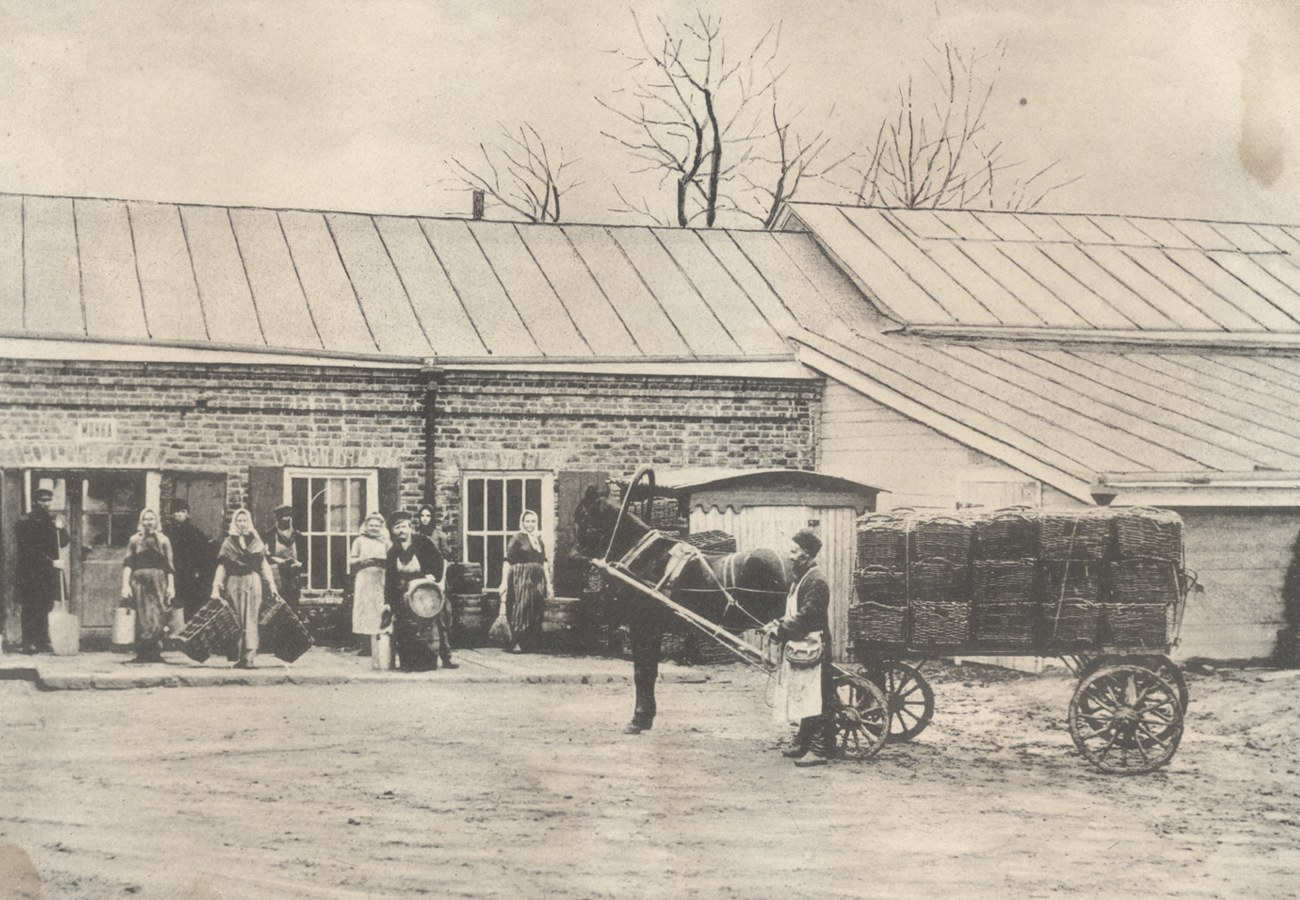
Склад Жигулёвского пивзавода в Баронске (ныне город Маркс)

Осенью 1848 года жители Екатериненштадта и других немецких колоний Поволжья решили поставить памятник Екатерине II. Собрано было более 14 200 рублей серебром. Староста Екатериненштадта Петер Липперт сделал взнос в сумме 1 тысячу рублей. Бронзовый монумент был изготовлен в Санкт-Петербурге профессором Клодтом и установлен в Екатериненштадте 4 октября 1851 года. Скульптура стояла на высоком мраморном пьедестале. Вокруг памятника был разбит сад (по-немецки «Katharinengarten»), ставший любимым местом отдыха жителей села. После октябрьской революции памятник Екатерине Великой простоял ещё около 10 лет, пока его не снесли в начале 1930-х годов, а в годы войны памятник отправили на переплавку.
В 1880 году в российском Екатериненштадте братьями Шеффер были основаны кустарные мастерские (ныне ООО «Волжский Дизельный Альянс»). Здесь стали выпускать просорушки, плуги, бороны, веялки, а также сельскохозяйственные орудия для немецких колоний Северного Левобережья. Позднее сравнительно небольшие мастерские выросли в крупное промышленное предприятие, из ворот которого вышел первый серийный советский трактор.
К 1910 году в городе имелись более десятка различных учебных заведений, почтово-телеграфная контора, дом трудолюбия, детский приют, коммерческий банк, число промышленных предприятий превышало десяток (выделка кож, мукомольное производство, производство табака, сельскохозяйственных орудий, кирпича и мыла). В числе первых в Заволжье появился телефон (после Саратова, Покровска, Балаково, Николаевска, Балашова, Вольска, Петровска, Аткарска и Новоузенска).

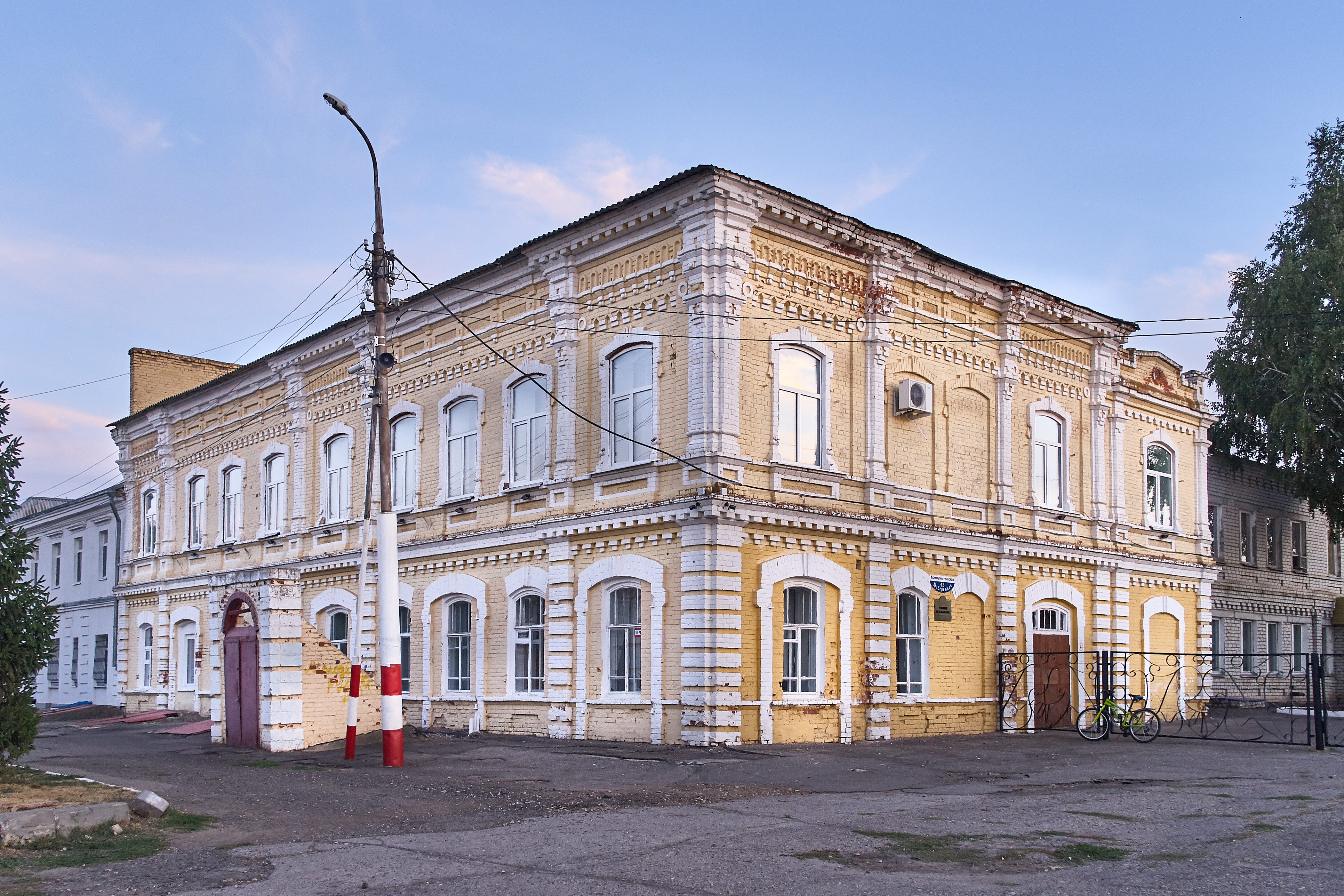
Старое музучилище
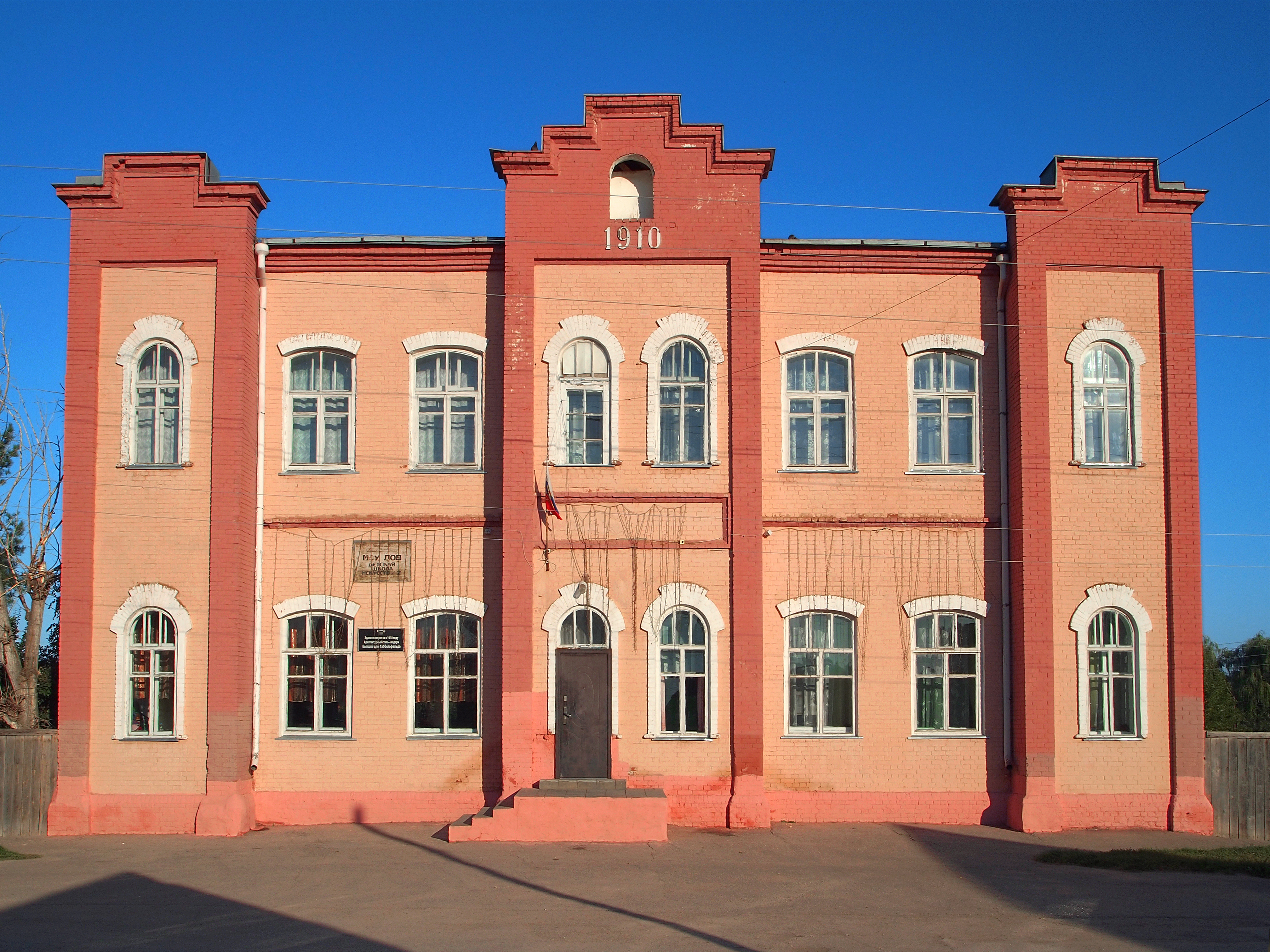
Детская школа искусств
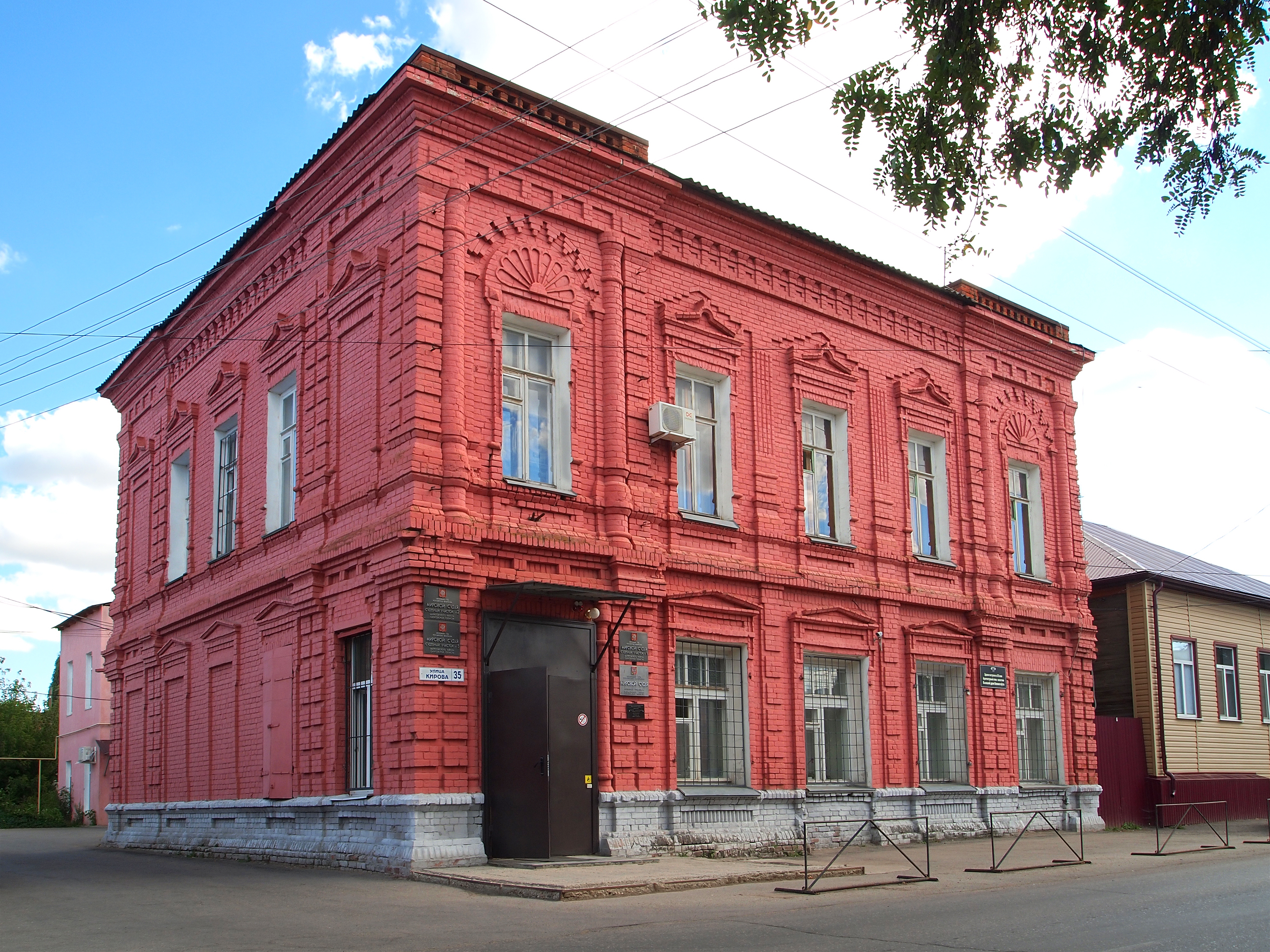
Памятник архитектуры

### В РСФСР
Город с 4 апреля 1918 года. С мая 1919 по 24 июня 1922 года город был административным центром автономной области немцев Поволжья. В мае 1919 года по инициативе большевика Петра Чагина город был переименован в Марксштадт (в честь Карла Маркса). В 1918—1919 годах — центр Екатериненштадтского уезда Трудовой коммуны немцев Поволжья. В 1919—1920 годах — центр Марксштадтского уезда АО немцев Поволжья. В 1920—1922 годах — центр Марксштадтского района АО немцев Поволжья. В 1922—1941 годах — центр Марксштадтского кантона АССР немцев Поволжья.
28 августа 1941 года, на фоне антинемецких настроений в период Второй мировой войны, был издан Указ Президиума ВС СССР о переселении немцев, проживающих в районах Поволжья. Немецкое население депортировано, город включён в состав Саратовской области.

В 1941—1942 годах — центр Марксштадтского района Саратовской области.

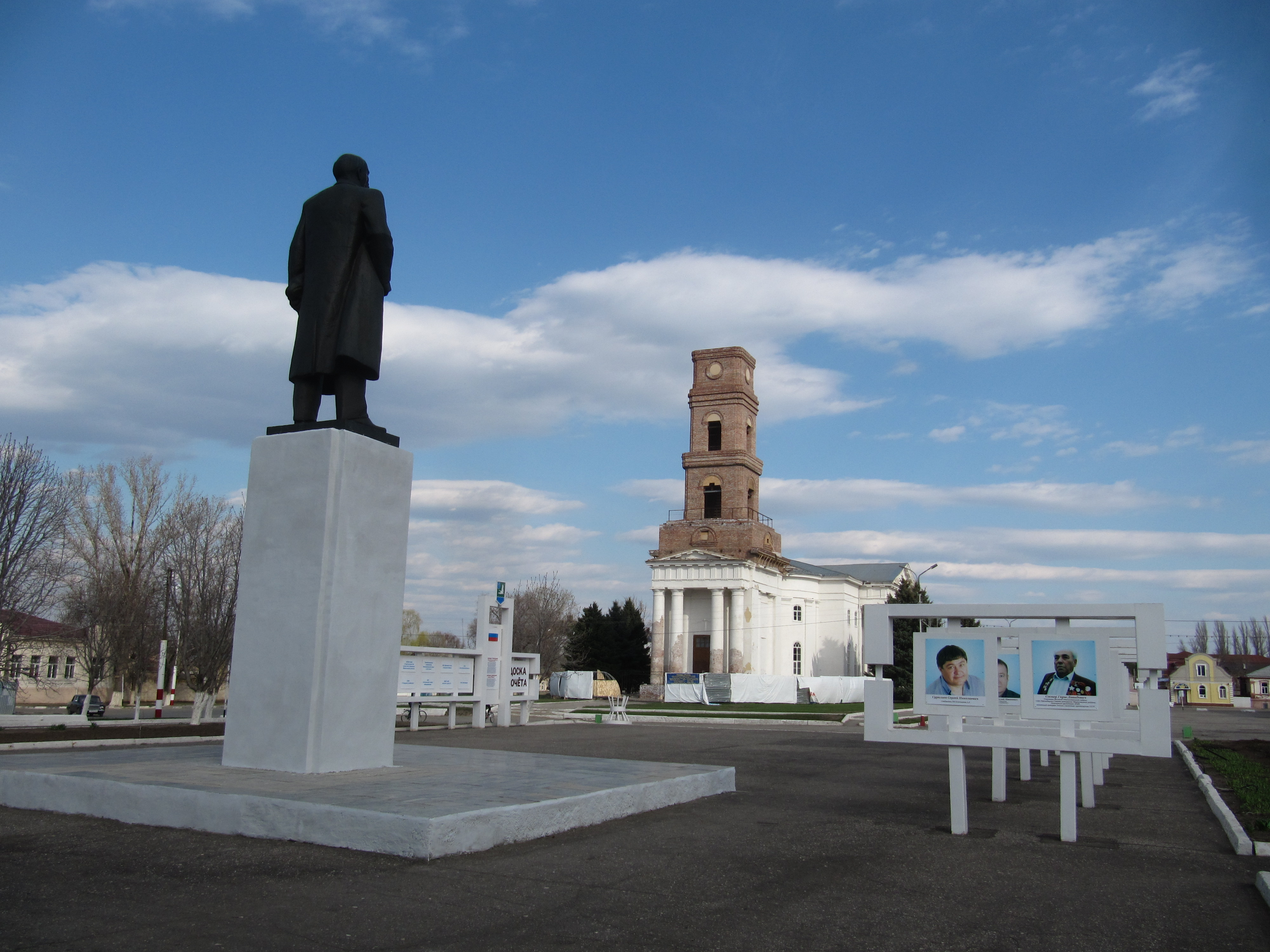
Памятник Ленину и лютеранская церковь на центральной площади города

16 мая 1942 года Указом Президиума Верховного Совета РСФСР город Марксштадт был переименован в город Маркс. С 1942 года — центр Марксовского района Саратовской области. В соответствии с Указом Президиума Верховного Совета РСФСР от 12 января 1965 года «Об изменениях в административно-территориальном делении Саратовской области» город Маркс был отнесён к категории городов областного подчинения Саратовской области (при этом все сельские и поселковые Советы депутатов трудящихся Марксовского района были подчинены Марксовскому городскому Совету народных депутатов с сохранением Марксовского района как административно-территориальной единицы).
После начала процесса по реабилитации депортированных народов, немцы долгие годы добивались восстановления своих прав и возраждение автономии с центром в городе Маркс. Для этих целей советские немцы организовали общество «Возрождение», через которое многократно обращалась к центральному руководству, однако вплоть до распада СССР их стремления оказались тщетны. 

## Промышленность
В Марксе действует промышленное предприятие ООО «НПФ МОССАР», выпускающее электросчётчики, светодиодные светильники и торговое оборудование, пивоваренный завод «Марксовский» (с 1954 года), маслозавод, а также завод по производству растительного масла (ООО «Товарное хозяйство»).

## Торговля
В последнее время в городе наблюдается бурное развитие мелкой розничной и оптово-розничной торговли продуктами питания, строительными и скобяными изделиями, мебелью и бытовой техникой. В городе представлены как крупные так и средние региональные розничные сети, а также многочисленные местные лавки и магазины, имеются 2 крупных городских рынка, именуемые горожанами «Старым рынком» и «Новым рынком».

## Средства массовой информации
- Газета «Воложка». Районная газета, издаётся с 1931 года. Выходит 1 раз в неделю тиражом 4 тысячи экземпляров;
- Газета «Деловой Маркс». Издаётся с 2005 года. Выходит один раз в неделю по пятницам тиражом 6500 экземпляров[6];
- Информационный дайджест «Маркс 24» www.marx24.ru
- «Радио г. Маркса» онлайн: www.marxradio.ru

Памятник Екатерине Великой в городе Маркс, Саратовская область

Приём цифрового телевидения  осуществляется с Саратовской  ОРТПЦ на 36 ТВК Первый мультиплекс каналов и 40 ТВК Второй мультиплекс каналов. Возможен приём  на 33 ТВК Первого мультиплекса и 45 ТВК Второго мультиплекса каналов с Водопьяновской РТС и РТПС Широкий Буерак (Вольский Район). 
Уверенный приём нескольких  радиостанций также осуществляется с Саратовской ОРТПЦ
- Монте - Карло, NRJ, Детское Радио, Рекорд, Радио Ваня, Комсомольская Правда, Наше Радио, Хит FM, Радио Маяк, Радио России, Вести FM, Relax FM, Радио Вера, Like FM, Авторадио, Радио Шансон, Европа Плюс, Новое Радио, Русское Радио, Дорожное Радио, Love Radio, Радио Гордость
- «Радио г. Маркса» онлайн: таких как www.marxradio.ru

## Достопримечательности
Краеведческий музей (Маркс, проспект Ленина 47) с богатой экспозицией по истории немцев Поволжья, действующие православная церковь апостола Андрея Первозванного, Евангелическо-лютеранская церковь Святой Троицы, римско-католическая Церковь Христа Царя, мечеть, молитвенный дом мормонов.
В 2007 году на средства русских немцев и немцев, живущих за рубежом, а также незначительной части местного городского населения и ряда общественных организаций вновь создан памятник Екатерине II, похожий на дореволюционный.
На набережной установлен памятник Фритьофу Нансену, организовавшему в 1921—1922 гг. хлебные экспедиции для помощи голодающим детям Поволжья.

## Население
Динамика численности населения
| Годы      | 1859 | 1883 | 1887 | 1889 | 1894 | 1897  | 1899  | 1904  | 1910  | 1913  | 1916  | 1917  | 1919  | 1920  | 1922  | 1923  | 1924  | 1926  | 1927  | 1928  | 1930  | 1933  | 1935  |
| --------- | ---- | ---- | ---- | ---- | ---- | ----- | ----- | ----- | ----- | ----- | ----- | ----- | ----- | ----- | ----- | ----- | ----- | ----- | ----- | ----- | ----- | ----- | ----- |
| Население | 4654 | 6263 | 8720 | 8820 | 9639 | 10331 | 11031 | 12006 | 15395 | 17837 | 17946 | 14552 | 16013 | 15435 | 14476 | 12337 | 13250 | 12457 | 12471 | 12859 | 13597 | 15700 | 15124 |

| 1788    | 1798    | 1816    | 1834    | 1850    | 1857    | 1897    | 1926    | 1931    | 1939    | 1959    | 1967    |
| ------- | ------- | ------- | ------- | ------- | ------- | ------- | ------- | ------- | ------- | ------- | ------- |
| 636     | ↗720    | ↗1441   | ↗2468   | ↗3669   | ↗4354   | ↗6000   | ↗12 500 | ↗13 100 | ↗16 065 | ↘13 098 | ↗16 000 |
| 1970    | 1979    | 1989    | 1992    | 1996    | 1998    | 2000    | 2001    | 2002    | 2003    | 2005    | 2006    |
| ↗17 132 | ↗25 710 | ↗31 908 | ↗32 600 | ↗33 100 | ↘32 900 | ↗33 100 | ↗33 200 | ↘32 849 | ↘32 800 | ↗32 900 | ↘32 800 |
| 2007    | 2008    | 2009    | 2010    | 2011    | 2012    | 2013    | 2014    | 2015    | 2016    | 2017    | 2018    |
| →32 800 | ↘32 700 | ↘32 682 | ↘31 531 | ↘31 504 | ↗31 592 | ↗31 724 | ↗31 874 | ↘31 870 | ↘31 864 | ↘31 788 | ↘31 488 |
| 2019    | 2020    | 2021    |         |         |         |         |         |         |         |         |         |
| ↘31 184 | ↘30 743 | ↘28 749 |         |         |         |         |         |         |         |         |         |

На 1 января 2025 года по численности населения город находился на 513-м месте из 1124 городов Российской Федерации.
Национальный состав
| Годы                         | 1897           | 1910           | 1926           | 1939                              | 2010             |
| ---------------------------- | -------------- | -------------- | -------------- | --------------------------------- | ---------------- |
| Преобладающая национальность | немцы (90,9 %) | немцы (95,3 %) | немцы (90,4 %) | немцы (86,3 %), русские (11,9 %), | русские (86,8 %) |